# Rafael López-Diéguez
Rafael López-Diéguez Gamoneda (Madrid, 18 de abril de 1958) es un abogado, empresario y político español.

## Biografía
Es el secretario general de Alternativa Española, un partido político español de extrema derecha. Fue candidato, como cabeza de lista de su partido, en las elecciones al Parlamento Europeo de 2009. Es abogado y MBA por el Instituto de Empresa.
Está casado con María Fernanda Piñar Gutiérrez, hija de Blas Piñar y licenciada en Historia, con quien tiene seis hijos. Es católico practicante y afirma defender los valores morales de la Iglesia católica.
Antiguo miembro de la organización Fuerza Joven, la rama juvenil de Fuerza Nueva, se dio a conocer al organizar y encabezar protestas contra la representación en Madrid de la obra Me cago en Dios, de Íñigo Ramírez de Haro, considerada blasfema y laicista por parte de la mayoría de los católicos y la extrema derecha.